# حجل أبيض الخدين
حجل أبيض الخدين (الإسم العلمي:Arborophila atrogularis)، هو نوع من الطيور يتبع جنس حجلان التلال من أسرة الحجلاوات ضمن فصيلة التدرجية من رتبة الدجاجيات.